# ألكسندر ثيروكس
ألكسندر ثيروكس (بالإنجليزية: Alexander Theroux)‏ (17 أغسطس 1939، ميدفورد في الولايات المتحدة)؛ شاعر وروائي أمريكي. درس في جامعة هارفارد.

## الجوائز
- زمالة غوغنهايم